# Musikjahr 1621
Liste der Musikjahre

◄◄ | ◄ | 1617 | 1618 | 1619 | 1620 | Musikjahr 1621 | 1622 | 1623 | 1624 | 1625 | ► | ►►

Weitere Ereignisse
Dieser Artikel behandelt das Musikjahr 1621.

## Ereignisse
- 03. August: Die Masque The Gypsies Metamorphosed, geschrieben von Ben Jonson und entworfen von Inigo Jones, wird zum ersten Mal aufgeführt; es wird noch zweimal im August und September wiederholt. Die Musik der Masque stammt von Nicholas Lanier.
- In Neapel wird 1620/1621 das Teatro San Bartolomeo bei der gleichnamigen Kirche eröffnet. Es gehört zum Ospedale degli Incurabili (Hospital der Unheilbaren), welches bereits 1583 vom spanischen König Philipp II. das Recht bekommen hatte, mithilfe von Einnahmen aus Theateraufführungen die barmherzigen Aktivitäten bzw. das Krankenhaus des Klosters zu unterstützen.
- Bartholomäus Agricola, der nach seiner Priesterweihe in das Kloster San Lorenzo Maggiore in Neapel kam und dort als Volksprediger wirkte und sich der Armen- und Krankenpflege widmete, stirbt am 23. Mai 1621 im Ruf der Heiligmäßigkeit. Seine Grabstelle in Neapel ist traditionell das Ziel vieler Pilger.
- Ascanio Mayone, der zunächst ab 1593 als zweiter Organist an der Basilica della Santissima Annunziata Maggiore in Neapel tätig war, ist seit 1621 dort der Maestro di cappella und bleibt sein Leben lang dieser Kirche verbunden.
- Friedrich Spee veröffentlicht die Lieder Unüberwindlich starker Held, Sankt Michael und O Christ hie merk.
- Thomas Tomkins wird 1621 Gentleman Ordinary und Organist an der Chapel Royal neben Orlando Gibbons.

## Instrumental- und Vokalmusik (Auswahl)

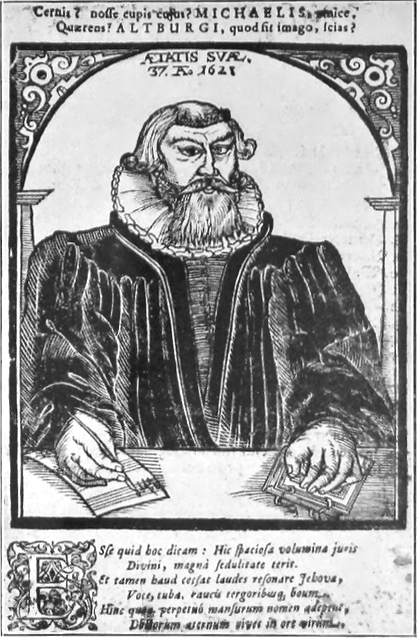
Michael Altenburg, 1621

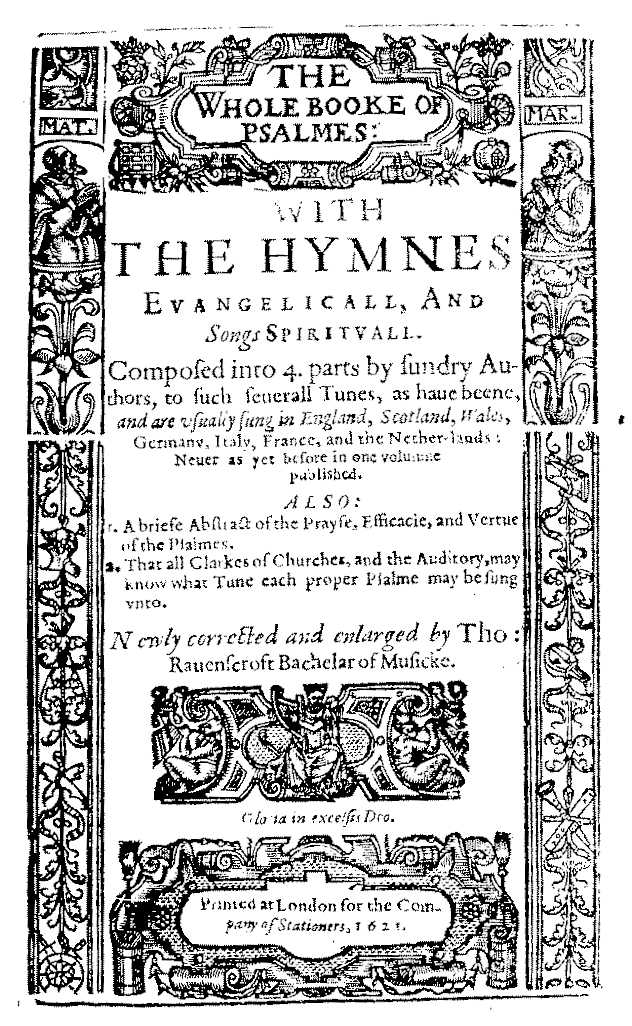
Thomas Ravenscroft – Titelseite des Whole Book of Psalmes, 1621

- Gregor Aichinger – Corolla eucharistica, ex variis flosculis et gemmulis pretiosis musicarum sacrarum, Augsburg: Johann Praetorius
- Gregorio Allegri – Motetten zu zwei, drei, vier, fünf und sechs Stimmen, Rom: Luca Antonio Soldi
- Michael Altenburg
  - Cantiones de adventu zu fünf, sechs und acht Stimmen, Erfurt
  - Musikalische Weihnachts- und Neujahrs-Zierde für vier bis neun Stimmen, Erfurt
- Giovanni Francesco Anerio – I lieti scherzi, Rom: Giovanni Battista Robletti (Sammlung von Arien, Villanellas und Madrigalen)
- Stefano Bernardi – Madrigaletti zu zwei und drei Stimmen, Venedig (enthält mehrere Sonaten für drei Instrumente, 2 Violinen oder Zinken und Bass (Theorbe, Posaune oder Fagott))
- William Brade – Newe lustige Volten, Couranten, Balletten, Padoanen, Galliarden, Masqueraden, auch allerley arth Newer Frantzösischer Täntze für fünf instrumente, Berlin: Martin Guth (Sammlung von Tanzmusik)
- Antonio Cifra
  - zweites Buch der Messen, Rom: Luca Antonio Soldi
  - zweites Buch der Psalmorum, sacrorumque concentuum zu acht Stimmen, Rom: Luca Antonio Soldi
  - fünftes Buch der Madrigale zu fünf Stimmen, Rom: Luca Antonio Soldi
- Christoph Demantius
  - Psalm 127 zu acht Stimmen, Freiberg: Georg Hoffmann (Epithalamium zur Hochzeit von Georg von Walwitz und Catharina-Sophia von Löwen am 26. Juni)
  - Encomium Amoris, Ehrenpreyß der Liebe zu acht Stimmen, Freiberg: Georg Hoffmann (Epithalamium zur Hochzeit von David Fritsche und Sabina Lincken am 18. September)
  - Ehrenpreyß eines tugendsamen Weibes, Freiberg: Georg Hoffmann (Epithalamium zur Hochzeit von Caspar Engels und Maria Schneider)
  - Hochzeit Gesang zu sechs Stimmen, Freiberg: Georg Hoffmann (Epithalamium zur Hochzeit von Joachim Ludwig von Penzelin and Maria Schmieden)
- Giacomo Finetti – Concerti ecclesiastici zu zwei, drei und vier Stimmen mit Basso continuo, Antwerpen: Pierre Phalèse
- Melchior Franck
  - Neues Teutsches Musicalisches Fröliches Convivium zu vier, fünf und sechs Stimmen oder Instrumente, Coburg: Andreas Forckel für Salomon Gruner (Sammlung weltlicher Lieder)
  - Herzlich lieb hab' ich dich o Herr zu acht Stimmen, Coburg: Andreas Forckel (Beerdigungsmotette)
- Orlando Gibbons – Fantasies of Three Parts (Sammlung aus vier Trios für Diskant-, Alt- und Bassgambe und fünf Trios für zwei Diskant- und eine Bassgambe, wohl mit Orgel. Gedruckt 1621 und 1648)
- Sigismondo d’India
  - Le musiche e balli a 4 voci con basso continuo, Venedig: Alessandro Vincento
  - Le musiche a 1 et 2 voci libro IV, Venedig: Alessandro Vincento
- Duarte Lobo – Buch der Messen zu vier, fünf, sechs und acht Stimmen, Antwerpen: Plantin
- Carl Luython – ein Werk, in: Florilegium Portense, 2. Teil, Leipzig
- Giovanni Picchi – Intavollatura di Balli d’Arpicordo, für Cembalo (1618 und 1621)
- Isaac Posch – Musikalische Tafelfreudt zu vier und fünf Stimmen, Nürnberg: Abraham Wagenmann für Isaac Posch (Sammlung von Tanzmusik)
- Thomas Ravenscroft – The Whole Booke of Psalmes, London
- Giovanni Battista Riccio – Il terzo libro delle Divine Lodi, Venedig
- Antonio Scandello – Passio das Leyden unsers Herrn Iesu Christi, nach dem H. Evangelisten Iohanne, Breslau (komponiert 1561)
- Thomas Simpson – 7 Stücke in: Taffel Consort, Hamburg
- Caspar Vincentius – fünf Motetten in der zweiteiligen Sammlung Florilegium Portense, herausgegeben von E. Bodenschatz, Leipzig 1618 und 1621

## Musiktheater
- Pietro Pace – L’Ilarcosmo

## Geboren

### Geburtsdatum gesichert
- 16. März: Georg Neumark, deutscher Komponist von Kirchenliedern († 1681)
- 28. März: Heinrich Schwemmer, deutscher Komponist († 1696)
- 23. April: Georg Arnold, österreichischer Komponist und Organist († 1676)
- 15. September: Caspar Ziegler, deutscher Jurist, Dichter und Komponist († 1690)
- 15. November (getauft): Hans Georg von Herold, deutscher Glockengießer († nach 1671)

### Genaues Geburtsdatum unbekannt
- Matthew Locke, englischer Komponist († 1677)

### Geboren um 1621
- Albertus Bryne, englischer Komponist und Organist († 1668)
- Tobias Zeutschner, deutscher Komponist, Organist und Kirchenlieddichter († 1675)

## Gestorben

### Todesdatum gesichert
- 15. Februar: Michael Praetorius, deutscher Komponist zwischen den Renaissance- und Barockstilen (* 1571)
- 28. März: Ottavio Rinuccini, italienischer Dichter und Librettist (* 1562)
- 18. April (bestattet): Samuel Voelckel, deutscher Sänger, Instrumentalist, Komponist und Kapellmeister (* 1564)
- 23. Mai: Bartholomäus Agricola, Ordensgeistlicher und Komponist (* um 1560)
- 21. Juni: Christoph Harant von Polschitz und Weseritz, tschechischer Adeliger, Diplomat Komponist, Schriftsteller, Reisender und Humanist (* 1564)
- 14. Juli: Edmund Hooper, englischer Organist und Komponist (* um 1553)

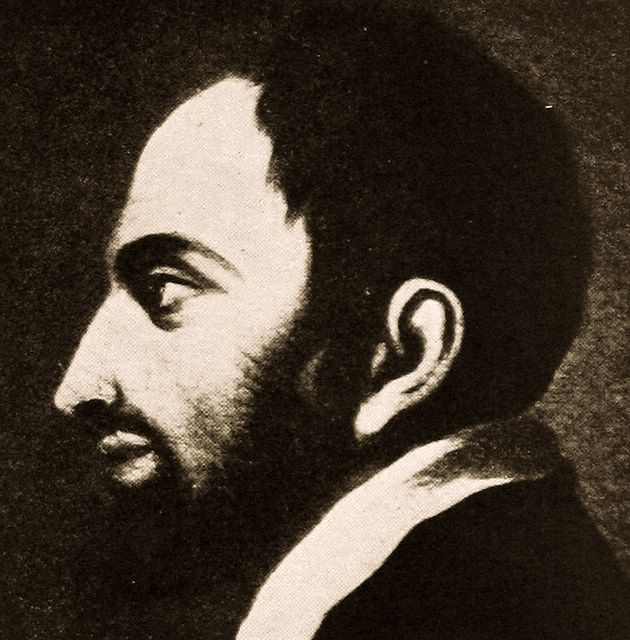
Francesco Soriano; † 19. Juli

- 19. Juli: Francesco Soriano, italienischer Komponist (* 1548 oder 1549)
- 23. August: Antonio il Verso, italienischer Komponist (* 1565)
- 16. Oktober: Jan Pieterszoon Sweelinck, niederländischer Organist und Komponist (* 1561)
- 30. November: Francesco Rasi, italienischer Sänger, Komponist und Dichter (* 1574)

### Genaues Todesdatum unbekannt
- Geverhart Elmenhorst, Theologe, Kirchenlieddichter und Verfasser von Opernlibretti (* 1583)
- Ippolito Fiorini, italienischer Komponist und Lautenist (* 1549)
- Georg Österreicher, deutscher Lehrer und Kantor (* 1563)
- Giovanni Battista Riccio, italienischer Komponist des Frühbarock (* um 1570)

### Gestorben um 1621
- Daniel Hayl, deutscher Orgelbauer (* vor 1591)

### Gestorben nach 1621
- Alessandro Aglione, italienischer Komponist und Geistlicher (* vor 1599)